# Petrești (okręg Bacău)
Petrești – wieś w Rumunii, w okręgu Bacău, w gminie Pâncești. W 2011 roku liczyła 669 mieszkańców.